# Dasychira brunneicosta
Dasychira brunneicosta är en fjärilsart som beskrevs av Holland 1893. Dasychira brunneicosta ingår i släktet Dasychira och familjen tofsspinnare. Inga underarter finns listade i Catalogue of Life.